# Blitum capitatum
Espèce
Blitum capitatum, en français Chénopode capité, Arroche-fraise, Blite capité, Chénopode en tête, Épinard en têtes ou Épinard-fraise en tête, est une espèce de plante annuelle de la famille des Amaranthaceae, cultivée comme plante ornementale et occasionnellement comme plante potagère. Les grappes de petits fruits rouges et brillants ressemblent aux fruits du mûrier et rappellent la fraise dont il tire son nom commun.
Les feuilles sont triangulaires, peu dentellées. Les fleurs forment des glomérules aux aisselles des feuilles.

## Description
C'est une plante annuelle de 20–50 cm, glabre, à tige simple ou peu rameuse, dressée, feuillée seulement dans le bas. Les feuilles sont toutes longuement pétiolées, non en cœur, triangulaires-hastées, faiblement sinuées-dentées ou presque entières. Les glomérules inférieurs sont axillaires, les supérieurs en épi terminal nu, tous écartés, globuleux, rouges et semblables à des mûres à la maturité. La graine est à bord aminci en carène aiguë. 

## Culture
L'épinard-fraise est un légume oublié, notamment à cause de sa teneur en acide oxalique. Il est cultivé pour son originalité. Les semis se font d'avril à mai dans un sol riche et avec une exposition ensoleillée. Il se contente de jardinière ou de pots. La récolte des jeunes feuilles se fait régulièrement, et favorise la repousse de nouvelles feuilles. La récolte des fruits se fait de juillet à octobre.
Il est possible de ne pas ramasser tous les fruits, il se ressème alors naturellement pour l'année suivante si l'emplacement lui convient.

## Consommation
Ses feuilles sont comestibles, soit crues en salade, soit cuites comme des épinards. Crues, elles ont un léger goût de noisette, mais elles doivent être consommées modérément car elles contiennent de l'acide oxalique et des saponines. Les graines sont toxiques en grande quantité, il est donc préférable de passer les fruits au chinois avant de les consommer en sirop, en confitures ou en gelées.

## Synonymes
Blitum capitatum a pour synonymes :
- Blitum tartaricum Mill., 1768[1],[8]
- Blitum terminale Stokes, 1830[1],[8]
- Blitum virgatum subsp. capitatum (L.) Bonnier & Layens, 1894[1]
- Blitum virgatum var. capitatum (L.) Coss., Germ. & Wedd.[8]
- Chenopodium capitatum (L.) Ambrosi, 1857[1]
- Chenopodium capitatum (L.) Asch., 1864[1],[8]
- Chenopodium clementei (Lag.) Spreng., 1825[1]
- Morocarpus capitatus (L.) Scop., 1771[1],[8]